# 轮烷

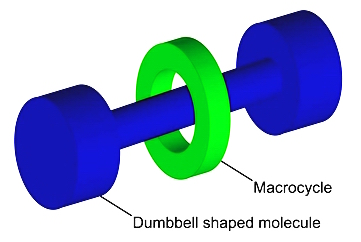
輪烷的示意圖

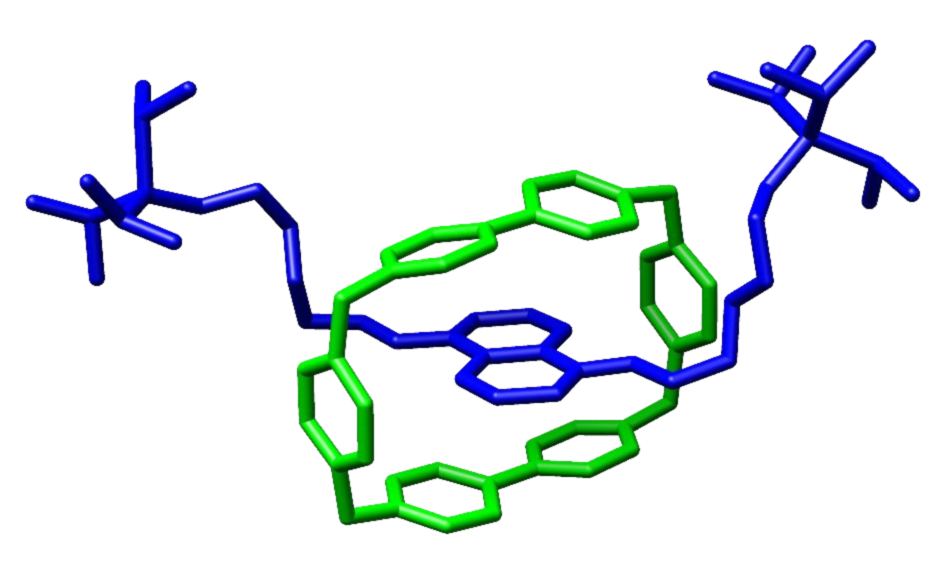
一個含有cyclobis(paraquat-p-phenylene)輪烷的結構.

轮烷（Rotaxane）是一类由一个环状分子套在一个哑铃状的线型分子上而形成的内锁型超分子体系，屬於以機械鍵結合的的分子。如果包含多个环状分子，则成为聚轮烷（Polyrotaxane）。

## 应用
- 轮烷作为一类新型化合物，有着巨大的应用潜能。
- 轮烷现在超分子化学和纳米化学领域有着的重要作用，在材料科学中也有着特别的应用。

## 命名
- IUPAC正在起草轮烷命名法。
- 现有IUPAC的轮烷命名法临时推荐稿。